# Lochau (Austria)
Lochau – gmina w Austrii, w kraju związkowym Vorarlberg, w powiecie Bregencja. Liczyła 5721 mieszkańców (1 stycznia 2015).